# LEN European Cup 1992-1993
La LEN European Cup 1992-1993 è stata la trentesima edizione del massimo trofeo continentale di pallanuoto per squadre europee di club.
La fase finale è stata disputata con gare e eliminazione diretta di andata e ritorno.
I detentori dello Jadran Spalato si sono riconfermati campioni d'Europa, battendo il Mladost Zagabria nella prima finale della storia della competizione disputata tra due club della stessa nazione.

## Quarti di finale
| Qualificate      |                   |
| - Cacel Nice     | - Olympiakos      |
| - CSK VMF Mosca  | - Polar Bears Ede |
| - Jadran Spalato | - Savona          |
| - Mladost        | - Tungsram        |

| Andata | Andata                     | Andata |
| Data   | Gara                       | Ris.   |
| ------ | -------------------------- | ------ |
| ?      | CSK VMF Mosca - Mladost    | 7-14   |
| ?      | Olympiakos - Cacel Nice    | 8-6    |
| ?      | Polar Bears Ede - Tungsram | 7-5    |
| ?      | Savona - Jadran Spalato    | 11-10  |

| Ritorno | Ritorno                    | Ritorno | Ritorno |
| Data    | Gara                       | Ris.    | Tot.    |
| ------- | -------------------------- | ------- | ------- |
| ?       | Mladost - CSK VMF Mosca    | 11-8    | 25-15   |
| ?       | Cacel Nice - Olympiakos    | 13-10   | 19-18   |
| ?       | Tungsram - Polar Bears Ede | 7-10    | 12-17   |
| ?       | Jadran Spalato - Savona    | 13-11   | 24-22   |

## Semifinali
| Andata | Andata                      | Andata |
| Data   | Gara                        | Ris.   |
| ------ | --------------------------- | ------ |
| ?      | Cacel Nice - Jadran Spalato | 9-7    |
| ?      | Polar Bears Ede - Mladost   | 8-8    |

| Ritorno | Ritorno                     | Ritorno | Ritorno |
| Data    | Gara                        | Ris.    | Tot.    |
| ------- | --------------------------- | ------- | ------- |
| ?       | Jadran Spalato - Cacel Nice | 11-8    | 18-17   |
| ?       | Mladost - Polar Bears Ede   | 13-6    | 21-14   |

## Finale
| Andata | Andata                   | Andata |
| Data   | Gara                     | Ris.   |
| ------ | ------------------------ | ------ |
| ?      | Mladost - Jadran Spalato | 8-7    |

| Ritorno | Ritorno                  | Ritorno | Ritorno |
| Data    | Gara                     | Ris.    | Tot.    |
| ------- | ------------------------ | ------- | ------- |
| ?       | Jadran Spalato - Mladost | 6-4     | 13-12   |

### Campioni
- Jadran Spalato Campione d'Europa:

Bratić, Renato Vrbičić, Joško Kreković, Mislav Bezmalinović, Vasović, Budimir, Duhović, Savicević, Ognjen Kržić, Pavlović, Doczi, Jezina, Renco Posinković.

## Fonti
- (EN)  LEN, The Dalekovod Final Four - Book of Champions 2011, 2011 (versione digitale)